# Jens Heise
Jens Heise (* 1949) ist ein deutscher Philosophiehistoriker und Japanologe.

## Werdegang
Heise promovierte an der Universität Hamburg mit einer 1989 erschienenen Arbeit über Traumdiskurse.
In Hamburg war er Lehrbeauftragter für Philosophie und Japanologie, dann Privatdozent am Philosophischen Seminar der Humboldt-Universität zu Berlin. Er ist heute am Philosophischen Seminar der Ruprecht-Karls-Universität Heidelberg tätig.
Eine intensive Auseinandersetzung vollzog Heise mit der Philosophie Johann Gottfried Herders, den er besonders im Zusammenhang mit seinen Beiträgen zur Sprach- und Geschichtsphilosophie untersuchte.
In einer gemeinsam mit Peter Pörtner vorgelegten Gesamtdarstellung der Philosophie in Japan werden unter anderem geographische, politische und gesellschaftliche Faktoren berücksichtigt und die Einflüsse des chinesischen Konfuzianismus, des Buddhismus und der europäischen Philosophie auf das Denken in Japan dargestellt. Heise beschäftigte sich auch mit der Selbstinterpretation der Kultur Japans und gab einen diesem Thema gewidmeten Sammelband heraus.

## Werke
- Traumdiskurse: die Träume der Philosophie und die Psychologie des Traums. Mit einem Vorwort von Herbert Schnädelbach. Frankfurt am Main 1989 (ISBN 3-596-26585-1)
- mit Peter Pörtner: Die Philosophie Japans. Von den Anfängen bis zur Gegenwart (= Kröners Taschenausgabe. Band 431). Kröner, Stuttgart 1995, ISBN 3-520-43101-7.
- Johann Gottfried Herder zur Einführung. Hamburg  1998, 2. Auflage 2006 (ISBN 3-88506-974-1)
- Freud-ABC. Leipzig 2001 (ISBN 3-379-01734-5)
- Präsentative Symbole: Elemente einer Philosophie der Kulturen: Europa und Japan. Sankt Augustin 2003 (ISBN 3-89665-240-0)
- Freud. Stuttgart 2010 (ISBN 978-3-15-020332-3)